# Taekwondo under sommer-OL 2016 – 58 kg (herrer)
Mændenes 58 kg vægtklasse i taekwondo under sommer-OL 2016 i Rio de Janeiro blev holdt d. 17. august 2016 i Carioca Arena 3. 

## Tidsoversigt
Alle tider er lokal tid (UTC-3).
| Dato                   | Tid                                | Runde                                                                              |
| ---------------------- | ---------------------------------- | ---------------------------------------------------------------------------------- |
| Onsdag 17. august 2016 | 9:15 15:15 17:15 20:15 21:15 22:15 | Indledende runde Kvartfinaler Semifinaler Opsamlingsrunde Bronzemedljekampe Finale |

## Eksterne links
- Rio 2016 official event website  Arkiveret 26. august 2016 hos  Wayback Machine